# 谷田忠兵衛
谷田 忠兵衛（たんだ ちゅうべえ、生没不詳）は、江戸時代の蒔絵師。

## 経歴
江戸で生まれる。その後、4代徳島藩主・蜂須賀綱通に召し抱えられ阿波国へ移る。そこで金こがしと呼ばれる手法の華麗な蒔絵を制作。この技法は古今蒔絵師中、彼唯一の技法で、日本漆芸史上高く評価されている。
代表作として「草花漆絵花見弁当」（徳島城博物館蔵）、「草花漆絵食籠」（東京国立博物館蔵）など。